# Unzen (wulkan)
Unzen (jap. 雲仙岳 Unzen-dake) – czynny stratowulkan w Japonii, na wyspie Kiusiu, na półwyspie Shimabara, w prefekturze Nagasaki. Ostatnia erupcja miała miejsce w 1996 roku.